# Isla Flecha
Isla Flecha, la Flecha, o Isla El Borrego, es una isla en el Golfo de California, localizado dentro de Bahía de los Ángeles al este de la Península de Baja California. La isla es deshabitada y es parte del Municipio de Ensenada.

## Biología
Isla Flecha Tiene dos especies de reptiles, Sauromalus hispidus y Uta stansburiana.